# Колонов, Василий Алексеевич
Василий Алексеевич Колонов (1913—1966) — старший лейтенант Рабоче-крестьянской Красной Армии, участник Великой Отечественной войны, Герой Советского Союза (1944).

## Биография
Родился 7 марта 1913 года в деревне Передельники (ныне — Ельнинский район Смоленской области). После окончания шести классов школы работал в сельском хозяйстве. В 1930 году переехал в Москву, где работал слесарем в депо станции «Люблино». В 1935—1937 годах служил в Рабоче-крестьянской Красной Армии. Демобилизовавшись, переехал в Челябинскую область.
В июне 1941 года Колонов был призван на службу в Рабоче-крестьянскую Красную Армию. С июля 1942 года — на фронтах Великой Отечественной войны. В боях три раза был ранен. Участвовал в Курской битве, освобождении Украинской ССР. К октябрю 1943 года старший лейтенант Василий Колонов командовал взводом пешей разведки 520-го стрелкового полка 167-й стрелковой дивизии 38-й армии 1-го Украинского фронта. Отличился во время битвы за Днепр.
28 октября 1943 года во главе разведгруппы проник во вражеский тыл в районе села Вышгород Киевской области и вёл наблюдение за передвижениями частей противника. Обнаружив миномётную батарею, группа уничтожила всю её обслугу, после чего обстреляла из захваченных миномётов противника, что способствовало успешному прорыву стрелковых частей. 4 ноября в районе посёлка Пуща-Водица (ныне — в черте Киева) вновь вместе с разведгруппой проник во вражеский тыл, где уничтожил четырёх танкистов и захватил два исправных танка, доставив их в расположение своей части. Ночью того же дня его группа захватила две автомашины с важным грузом и доставила их к своим. 21 ноября группа захватила двух важных пленных, подорвала вражеский наблюдательный пункт, захватила важные вражеские документы.
Указом Президиума Верховного Совета СССР от 3 июня 1944 года за «образцовое выполнение боевых заданий командования на фронте борьбы с немецкими захватчиками и проявленные при этом мужество и героизм» старший лейтенант Василий Колонов был удостоен высокого звания Героя Советского Союза с вручением ордена Ленина и медали «Золотая Звезда» за номером 5124.
После окончания войны был уволен в запас. Проживал сначала в посёлке Бровары Киевской области, где работал мотористом завода торгового машиностроения, затем в селе Еткуль Челябинской области, где работал заместителем директора районной заготконторы.
Умер 22 июля 1966 года.
Был также награждён орденами Красного Знамени, Александра Невского, Отечественной войны 1-й степени, Красной Звезды, рядом медалей.